# グローブ郡区 (アイオワ州カス郡)
グローブ郡区は、アメリカ合衆国、アイオワ州、カス郡にある16の郡区の一つである。2000年の国勢調査で、人口は7608人だった。

## 地理
グローブ郡区は、平方キロメートル（平方マイル)で、Atlanticが含まれる。
アメリカ地質調査所によると、この郡区はAtlanticとSouthlawn Memorial Gardensの2つの霊園が含まれる。